# Las Güixas
Las Güixas es uno de los cincuenta abrigos o cavidades documentados en el municipio de Villanúa (Huesca), en España. Es la única gruta visitable de la localidad y uno de los paisajes espeleológicos más bellos del Pirineo aragonés.
Si bien el nombre nos parece recordar a las Brujas de Villanúa y la tradición oral de la localidad habla de que se celebraban aquelarres en las mismas, otras teorías lo relacionan con la palabra guixa o guija (judía) por dedicarse campos próximos a las grutas al cultivo de esta legumbre.[cita requerida]

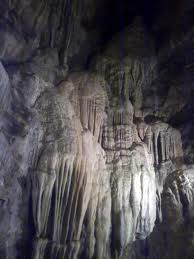
Sala de La Catedral

## Geología
Estas grutas se encuentran dentro del sistema kárstico del pico Collarada de 2886 m de altura y composición caliza y tienen su origen en el Cuaternario (glaciación de Würm) hace entre 25 000 y 30 000 años.
El agua proveniente sobre todo del régimen nival del pico Collarada, hace que tengan una constante acción erosiva, patente en la existencia de un río interno que las inunda en periodos de mucha precipitación.
El recorrido guiado e iluminado es de 800 m y de la visita destacan sobre todo, dos formaciones geológicas, la sala de la Catedral que alcanza los 16 m de altura y la Chimenea o Dolina, donde ha colapsado el techo y que permite la entrada de aire y luz natural. 

## Arqueología
Por encontrarse Las Güixas junto al Camino de Santiago y antiguo Summo Porto (Somport) romano, éstas han sido siempre conocidas y así lo demuestran las campañas arqueológicas que se están desarrollando en los últimos años.
Sus primeros restos (cerámicas, fragmento de molino de cereal...), indica que ya estaban habitadas en el Eneolítico (3000 a. .), lo cual concuerda con los restos megalíticos que se encuentran en los alrededores y que, además, se mantuvieron habitadas como refugio hasta el siglo IV d. C. En la campaña de 2004 se encontró una moneda romana acuñada en dicho siglo, en Milán y en la que aparece el busto de Arcadio en el anverso y el emperador de pie en el reverso, (depositada en el Museo Provincial de Huesca).
Desde el siglo XV al XIX los cuentos y la tradición oral hablan de su uso por las brujas en Aquelarres que se celebrarían en la zona de la Dolina o Chimenea.
Posteriormente se utilizaron como refugio en las guerras carlistas y en la guerra civil.

## Espeleología
Estas cuevas como las otras de la localidad han sido investigadas por numerosos espeleólogos para estudiar sus innumerables galerías y recovecos, con la peculiaridad de que éstas se hallan en parte inundadas, siendo necesarias técnicas de buceo profesional para recorrerlas. 

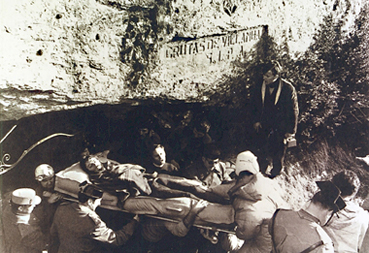
Rescate grutas de Villanúa

El peor accidente en las mismas se produjo el 7 de abril de 1972, Jean Pierre Vilmint y Serge Viaud (superviviente) franquean dos sifones de 5 y 75 m de longitud, hasta salir a una galería aérea en cuyo extremo hay una cascada por la que llega el río. Al regreso, la cuerda se atasca en una curva bajo un saliente (trampa), con la consiguiente pérdida de tiempo y enturbiamiento que les hace regresar a la galería de la cascada, donde Viaud es reanimado. Su escafandra ha quedado en el sifón. Vilmint decide bucear de nuevo, recuperar la escafandra de su compañero e ir a pedir ayuda al exterior. Fallece en el intento. Viaud permanece con vida, muy debilitado, durante 54 horas, a la espera del socorro exterior. Varios equipos franceses inexpertos localizan el cuerpo de Vilmint y, con grandes dificultades, logran extraerlo del sifón, dando por terminado el salvamento al no haber hallado a otro accidentado. Los catalanes Petit, Figueras y Lacayo, del GET localizan a Viaud, logran reanimarlo y, lo sacan al exterior a través de los sifones.

## Turismo
Las grutas se iluminaron y abrieron al público por primera vez el 16 de septiembre de 1929 gracias al impulso del SIPA (Sociedad de Iniciativas y Progreso Aragonés), que creó un capital social para su puesta en funcionamiento. Ese mismo año el Patronato de Turismo concedió 5000 pesetas para la iluminación interior.
La Guerra Civil supuso su primer cierre, el 21 de julio de 1936 y en septiembre se desmanteló toda la instalación eléctrica para su uso en las trincheras del frente de Biescas. Hasta 1945 se convirtieron en uno de los alojamientos en Villanúa de los denominados "Batallones de Castigo" (compuestos por presos del régimen), que se ocuparon de la construcción de los búnkeres, que aún hoy existen en todo el valle, para prevenir una posible invasión del Maquis desde Francia.
En 1945 se reanudan las visitas guiadas sin luz hasta que en 1984 se cierran por segunda vez para evitar posibles accidentes.
1995, supone el inicio de nuevos trabajos de iluminación por parte del Ayuntamiento de Villanúa, que lograrán que en 1996 se puedan reabrir de nuevo para el turismo. En la actualidad más de 20 000 personas visitan las grutas cada año, convirtiéndose en el principal reclamo turístico de Villanúa.
En su interior además existe una colonia de unos 500 murciélagos protegidos y sometidos a estudio y especies vegetales que se han desarrollado gracias a la luz natural de la chimenea.
El 9 de julio de 2009 se abrió un centro de interpretación de las Grutas de Las Güixas, llamado "Subterránea", que facilita a los visitantes un mejor conocimiento de las mismas. En él se sitúa además la oficina de turismo de la localidad.